# Cyphodema
Cyphodema is een geslacht van wantsen uit de familie van de Miridae (Blindwantsen). Het geslacht werd voor het eerst wetenschappelijk beschreven door Franz Xaver Fieber in 1858.

## Soorten
Het genus bevat de volgende soorten:

- Cyphodema berkanense Wagner, 1959
- Cyphodema cilicica Seidenstücker, 1954
- Cyphodema humbaba Linnavuori, 1984
- Cyphodema inexpectata Zheng & Liu, 1992
- Cyphodema instabilis (Lucas, 1849)
- Cyphodema junodi Distant, 1904
- Cyphodema mendosa Montandon, 1887
- Cyphodema oberthuri Puton, 1875
- Cyphodema pernix Horváth, 1906
- Cyphodema rubrica Seidenstücker, 1954